# Mottetti di Montale
Mottetti di Montale is een liederencyclus van de Amerikaanse componist John Harbison. Harbison lijkt daarbij de laatste jaren een voorkeur te hebben voor muziek waarbij de menselijke stem belangrijk is.

## Geschiedenis
Harbison componeerde het werk in eerste instantie voor zangstem en piano. Hij gebruikte een twintigtal verzen uit het boek Le Occasioni (1939) van Eugenio Montale, die samen een soort roman in dichtvorm vormen. Montale gaf ze de titel Mottetti. Het boek verscheen na de scheiding tussen Montale en zijn geliefde Irma Brandeis, een Amerikaanse dichteres; hier Clizia genaamd. Hij voltooide het werk in 1980. De componist constateerde dat het werk weinig uitgevoerd werd vanwege het feit dat liederenrecitals steeds zeldzamer werden. Om een stuk te hebben geschreven voor de kast beviel hem niet, daarvoor was hij een te groot liefhebber van de zang en de kunst van Montale. Tegelijkertijd kwam ook een verzoek van de New York Philomusic voor een nieuw werl. Harbison toog aan het werk en leverde Mottetti di Montale op in een versie voor mezzosopraan en kamerorkest. In eerste instantie werden slechts twee “boeken” georkestreerd, deze verscheen onder de titel Due Libri dei Mottetti di Montale. Pas in 2000 werd de gehele cyclus georkestreerd voltooid. Het werk werd in 2006 genomineerd voor een Grammy Award.

## Muziek
De liederencyclus is verdeeld over vier boeken, die tezamen een tijdspanne van een uur hebben. De zangpartij is veeleisend voor zowel musicus als toehoorders, vandaar dat eerder werd gekozen voor een gedeeltelijke orkestratie. De componiste schreef in de toelichting dat hijzelf ook al tevreden was met een uitvoering van een boek met eventuele aanvullingen, maar dat het gehele verhaal de voorkeur verdient.

### Delen
1. Libro I
  1. Lo sai (verloren signaal; havenbeeld van Genua)
  2. Molti anni (herstel van ziekte en terugkeer naar Genua)
  3. Brina sui vetri (twee parallelle ongelukkige tijden ; zij in een tuberculosehersteloord ; hij aan de front in de Eerste Wereldoorlog)
  4. Lontano (opnieuw twee parallelle werelden ; zij verloor haar vader; hij dacht aan twee gesneuvelde medesoldaten)
  5. Addi (op handen zijnde scheiding)
  6. La speranze (talisman ; het verschijnen van de jakhals als voorteken van het einde)
2. Libro II
  1. Il saliscendi (terugdenken aan eerdere ruzies in vergevende vorm)
  2. Ecco il segno (ophemelen van de geliefde)
  3. Il ramarro (leguaan, alom aanwezig in Liguria)
  4. Perché sardi (Liguriaanse gewoonte ‘s middag een vuur te stoken)
  5. L’anima (de ziel)
  6. Ti libero (het zetten op een voetstuk van de geliefde, direct gevolgd door de afbraak van dat beeld)
3. Libro III
  1. La gondola (*) (zicht van de dichter in een gondel op een eenzame visser
  2. Infuria (*) (hel vertegenwoordigd door een hallucinatie waarin de geliefde een lied zingt uit de opera Lakmé van Delibes)
  3. Al primo chiaro (*) (bij het eerste licht, droombeelden tijdens een treinreis)
  4. Il fiore (*) (de bloem, die hardnekkig in zicht blijft op een berg, terwijl de geliefden gescheiden raken in een kabelbaan)
4. Libro IV
  1. La rana (*) (kikker
  2. Non recidere (*) (niet weglaten, de angst om herinneringen aan deze liefde te vergeten)
  3. La canna (*) (Riet, beven als een riet in wanhoop)
  4. Ma codi sia (*) (zo zal het zijn ; de acceptatie van het verlies)

(*) Due Libri

## Orkestratie
- mezzosopraan
- 1 dwarsfluit ook piccolo, 1 hobo ook althobo, 1 klarinet ook basklarinet
- 1 hoorn,
- 1 celesta of orgel of klavecimbel
- 1 viool, 1 altviool, 1 cello, 1 contrabas

De eerste uitvoering vond plaats op 4 augustus 1981 door Janice Felty (mp) en Edward Auer in Santa Fe, tijdens een kamermuziekfestival aldaar. De eerste uitvoering van Due Libri was in 1990 door New York Philomusic onder leiding van Robert Levin met zangeres Lorraine Hunt Lieberson. In 1998 volgde de eerste uitvoering van het georkestreerde Libro I onder de titel La primavera di Sottoripa, opnieuw met Felty nu begeleid door Third Angle onder leiding van Harbison. Collage New Music verzorgde in 2000 de eerste uitvoering van Libro II, toen omgedoopt tot The White Swallow .

## Discografie
- Uitgave Koch International; Collage New Music met Felty voor Libro I en II, Margaret Lattimore voor Libro III en IV onder leiding van David Hoose